# Peter Schachner-Blazizek
Peter Schachner-Blazizek (* 20. Oktober 1942 in Mürzzuschlag) ist ein ehemaliger Kommunalmanager, Finanzwissenschaftler und österreichischer Politiker (SPÖ), der von 1990 bis 2002 1. Landeshauptmann-Stellvertreter der Steiermark sowie in diesem Zeitraum auch Vorsitzender der steirischen SPÖ war. Sein Vater Alfred Schachner-Blazizek war ebenfalls Landeshauptmann-Stellvertreter der Steiermark für die SPÖ.

## Leben und Karriere
Nach der Matura an der Privatmittelschule Bad Ausee studierte Schachner Rechtswissenschaften in Graz, wo er 1964 (Rechte) bzw. 1965 (Staatswissenschaften) promovierte. 1967 absolvierte er sowohl die Gerichtspraxis als auch den Präsenzdienst beim österreichischen Heer. Danach arbeitete Schachner bis 1970 als Lehrbeauftragter für Handelsrecht an der Universität Linz. Zwischen 1970 und 1974 war er in der Finanzabteilung des Magistrates Graz tätig und anschließend übernahm er den Lehrstuhl für Finanzwissenschaft und öffentliche Finanzwirtschaft an der Universität Graz. Von 1975 bis 1990 übte er das Amt des Vorstandsvorsitzenden und Generaldirektors der Grazer Stadtwerke AG (heute Graz AG) aus.
Nach seiner Jungpolitikerkarriere in der SPÖ wurde er 1978 in den SPÖ-Landesparteivorstand Steiermark kooptiert und am 23. September 1989 wurde er zum geschäftsführenden Landesparteivorsitzenden bestellt.
Am 3. April 1990 wurde Schachner zum 1. Landeshauptmannstellvertreter und am 8. Juni 1990 zum Landesparteivorsitzenden der SPÖ-Steiermark gewählt. 2002 wurde er vom späteren Landeshauptmann Franz Voves als Landesparteivorsitzender abgelöst.

## Auszeichnungen
- 1997: Ehrenring der Stadt Liezen
- 2002: Ehrenbürger der Stadt Weiz
- 2003: Großes Goldenes Ehrenzeichen mit dem Stern für Verdienste um die Republik Österreich[3]
- Ehrenring des Landes Steiermark

## Schriften
- als Herausgeber: Arbeit für alle. Diskussion über die Zukunft der Arbeit. Leykam, Graz 2000, ISBN 3-7011-7436-9.
- als Herausgeber: Globale Herausforderungen. Diskussionen zur Globalisierung. Leykam, Graz 2000, ISBN 3-7011-7422-9.